# Illa Szynkiewicz
Illa Alaksandrawicz Szynkiewicz (błr. Ілля Аляксандравіч Шынкевіч; ros. Илья Александрович Шинкевич – Ilja Aleksandrowicz Szynkiewicz, ur. 1 września 1989 w Mińsku) – białoruski hokeista, reprezentant Białorusi.

## Kariera
- HK Witebsk 2 (2006-2007)
- HK Kieramin Mińsk 2 / HK Kieramin Mińsk (2007-2008)
- HK Szynnik Bobrujsk (2008)
- HK Kieramin Mińsk (2009)
- Dynama Mińsk (2009)
- HK Szachcior Soligorsk (2009-2010)
- Junost' Mińsk (2010)
- Mietałłurg Żłobin (2010-2013)
- Dynama Mińsk (2013-2015)
- Witiaź Podolsk (2015)
- Dynama Mińsk (2015-2018)
- Witiaź Podolsk (2018-2020)
- Dynama Mińsk (2020-)

Wychowanek klubu HK Witebsk. W 2009 rozpoczął występy w seniorskiej ekstralidze białoruskiej. Od lipca 2013 po raz drugi w karierze zawodnik Dynama Mińsk w lidze KHL (wraz z nim Ilja Kaznadziej). Od maja do początku września 2015 zawodnik Witiazia Podolsk. Od końca września 2015 ponownie zawodnik Dynama Mińsk. W czerwcu 2018 został zawodnikiem Witiazia Podolsk. W połowie 2020 powrócił do Dynama Mińsk.
Uczestniczył w turnieju mistrzostw świata do lat 20 edycji 2009. Brał udział w turnieju zimowej uniwersjady edycji 2011. W kadrze seniorskiej uczestniczył w turniejach mistrzostw świata w 2013, 2015, 2016, 2017, 2021 (Elita).

## Sukcesy
Reprezentacyjne
- Srebrny medal zimowej uniwersjady: 2011

Klubowe
- Srebrny medal mistrzostw Białorusi: 2010 z Szachciorem Soligorsk, 2013 z Mietałłurgiem Żłobin
- Złoty medal mistrzostw Białorusi: 2012 z Mietałłurgiem Żłobin
- Drugie miejsce w Pucharze Kontynentalnym: 2013 z Mietałłurgiem Żłobin